# Batalla de al-Buqaia
La batalla de al-Buqaia del 1163 fue una de las escasas victorias de los cruzados y sus aliados ante Nur ad-Din Zangi, emir de Alepo y Damasco. El rey Amalarico I acaudilló en ella al ejército del Reino de Jerusalén, contingentes de los estados latinos septentrionales, un grupo sustancial de peregrinos que acababan de llegar de Francia y un contingente de tropas aportadas por el gobernador bizantino de Cilicia. La victoria cristiana solamente supuso un breve respiro en la continua ofensiva musulmana en la región.

## Antecedentes
Nur ad-Din resultó ser uno de los enemigos más peligrosos a los que se había enfrentado el reino franco de Levante. Comenzó como emir de Alepo, cuyo territorio amplió constantemente a expensas de sus vecinos musulmanes y latinos, hasta que se adueñó de la gran ciudad de Damasco en 1154. Derrotó con contundencia a los cruzados en el batalla del Lago Jule en 1157, aunque cayó muy enfermo inmediatamente después. Este percance les permitió a los francos recuperarse y, con la ayuda de Teodorico de Alsacia y un ejército de peregrinos, expugnar el castillo de Harim ese mismo año. Sin embargo, el subsiguiente asalto a Shaizar fracasó a causa de las desavenencias entre Reinaldo de Châtillon, príncipe de Antioquía, y otros de los señores francos. Shaizar cayó pronto en poder de Nur ad-Din. En 1158, Teodorico y rey Balduino III batieron a este en Butaiha, al noreste de Tiberíades. Reinaldo fue apresado por Nur ad-Din en el 1160 y pasó los dieciséis años siguientes en sus mazmorras. En diciembre de 1161, el emperador bizantino Manuel I Comneno desposó a María de Antioquía, acontecimiento que hizo de él un poderoso protector de la ciudad de su nueva esposa.
Tanto Amalarico como Nur ad-Din percibieron pronto la debilidad del Egipto fatimí, sumido en la decadencia. Shawar se hizo con el poder en 1162 tras el asesinato del califa al-Zafir y una serie de golpes palaciegos, pero fue depuesto pronto; cuando perdió el poder, solicitó el auxilio de Nur ad-Din para recobrarlo. Ni el rey jerosolimitano ni el emir musulmán podían permitir que el rival se apoderase del rico Egipto. En consecuencia, Nur ad-Din despachó a su lugarteniente Shirku al frente de un ejército para socorrer al derrocado visir egipcio.

## Batalla

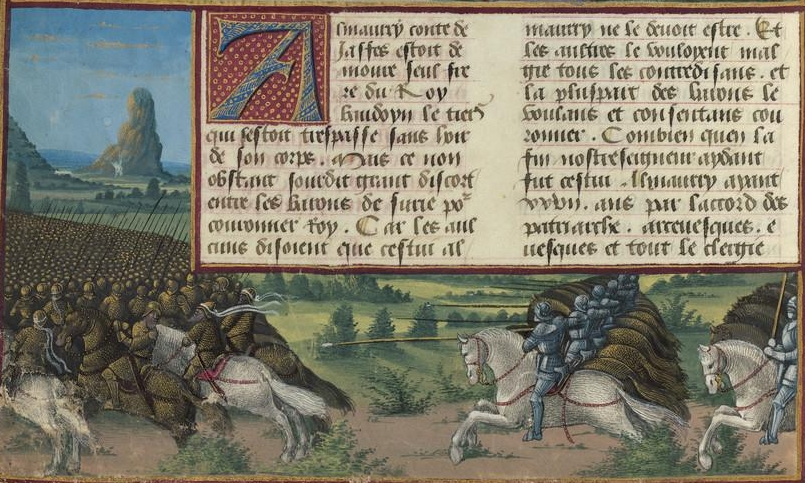
La batalla según una miniatura francesa de Jean Colombe de finales del siglo.

Mientras Shirku campeaba en Egipto, Nur ad-Din emprendió una ofensiva en el Líbano. Siguiendo la tradicional política latina, el rey Amalarico reaccionó llevando un ejército en auxilio de sus vasallos del norte, Bohemundo III de Antioquía y Raimundo III de Trípoli. Fortuitamente, un nutrido grupo de peregrinos franceses encabezados por Hugo VIII de Lusignan y Geoffrey Martel —hermano de Guillermo IV de Angulema— se unió al rey de Jerusalén. Además, Constantino Colomán, gobernador de Cilicia, aportó también tropas al ejército de los cruzados. Nur ad-Din no podía vencer a combinación tan formidable de enemigos y su ejército fue derrotado cerca de al-Buqaia (lugar sito entre el Crac de los Caballeros y el valle de la Becá, en el moderno Distrito de Accar del Líbano). Tanto los musulmanes como los francos quedaron impresionados por las cualidades marciales de los soldados bizantinos. El revés de al-Buqaia atizó los deseos de desquitarse de Nur ad-Din.

## Consecuencias

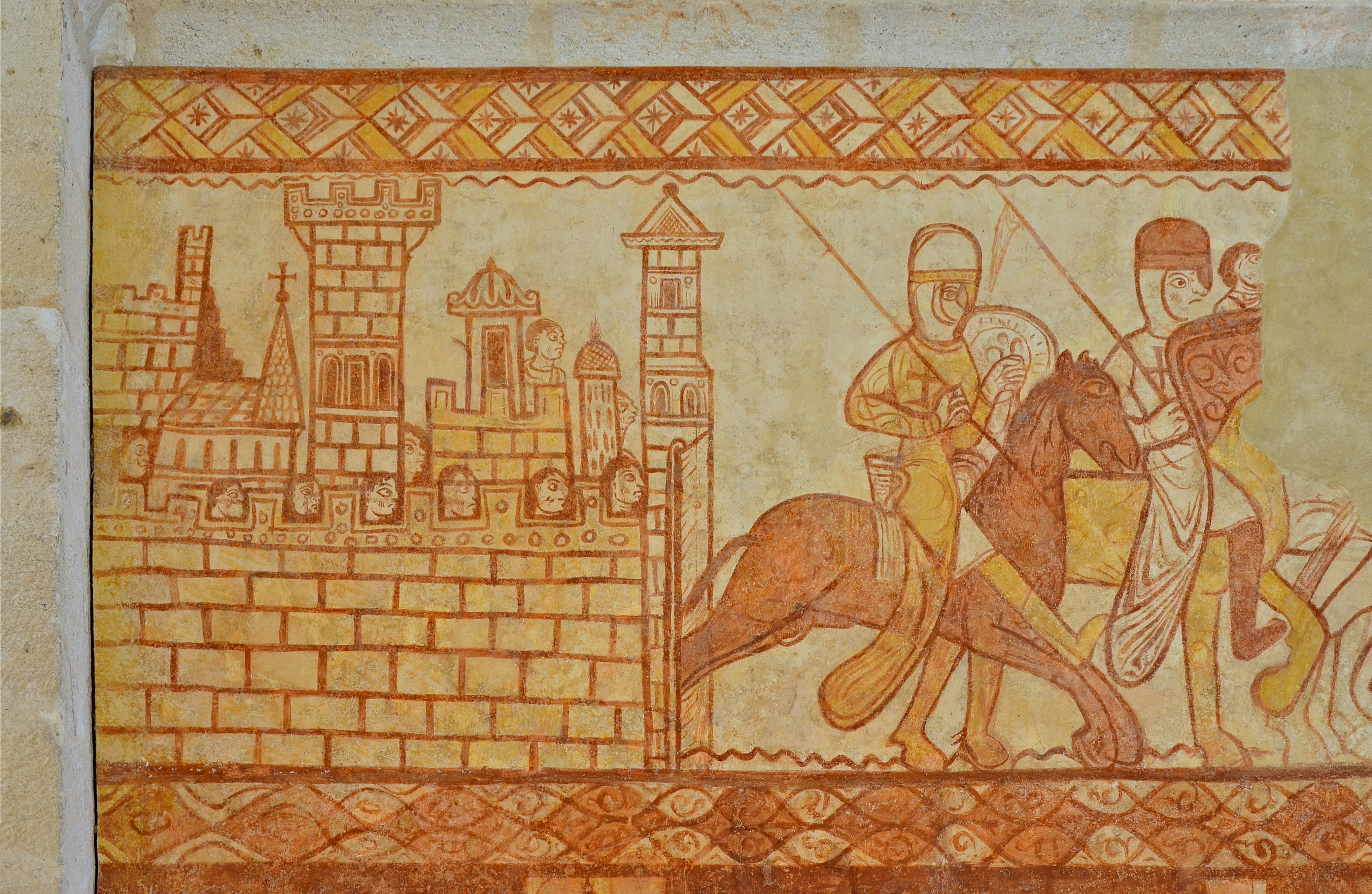
Caballeros templarios regresando de la batalla de al-Buqaia, en un fresco de la capilla templaria de Cressac-Saint-Genis, Francia

Amalarico creyó que la victoria había asegurado la frontera septentrional y condujo al ejército a Egipto, disputado entre francos y los ejércitos de Shirku y Shawa; este último trataba de mantener la independencia egipcia frente a los otros dos enemigos. Amalarico expulsó a Shirku de Egipto en el 1164, pero hubo de abandonar apresuradamente la región al recibir la noticia de un gran descalabro acaecido en el norte. La siguiente batalla notable de la guerra fue la de Harim.